# Ligerz
Ligerz (em francês: Gléresse) é uma comuna da Suíça, situada no distrito administrativo de Bienna, no cantão de Berna. Tem 1,8 km² de área e sua população em 2018 foi estimada em 544 habitantes.